# Sigray Károly
Gróf alsó- és felsősurányi Sigray Károly (Felsősurány, 1716. szeptember 2. – Ivánc, 1800. július 8.) nagybirtokos főnemes, királyi tanácsos, hétszemélynök, Somogy vármegye főispánja.

A Sigray család grófi címere.

## Élete
A régi magyar nemesi Sigray család született. Édesapja Sigray József somogyi főispán, édesanyja Gössinger Magdolna. Édesapjával és Lajos fivérével együtt 1724-ben kaptak bárói címet. Alig volt 24 éves, amikor 1740-ben idősebb fiú lévén édesapja halála miatt átvette a család birtokainak vezetését. Surány majdnem egy teljes évszázadon keresztül volt a Sigray család otthona és uradalmi központja, ám Sigray Károly 1745-ben ezt Iváncra helyezte át, mert ott nagyobb földterületek és értékes erdők feküdtek. 1750-ben eladta a surányi kastély 60.000 Ft-ért, majd Iváncon az akkor már romokban heverő Ivánczy-kastély alapjaira új barokk stílusú kastély építtetett, mely 1767-re készült el.
Sigrayt 1760-ban kinevezték a Dunántúli Kerületi Tábla ülnökévé, ezzel kezdve meg hivatali pályafutását. 1771-ben Tolna és Fejér vármegye javaslatára megkezdték a Sárvíz mentén elterülő mocsarak felmérését és lecsapolásának előkészítését, majd nem sokkal ezután a Balaton hasonló felmérését. E munkálatok irányítására Mária Terézia Sigrayt nevezte ki királyi biztosnak. A munkálatok több alkalommal is félbeszakadtak, majd 1779-re felhagytak a Sárvíz munkálataival, 1784-re pedig már a Sió szabályozásával is. Eközben Sigray 1772 és 1785 között Somogy vármegye főispáni székében is ült. Ez idő alatt 1780. április 14-én Mária Terézia magyar királynőtől grófi címet szerzett harmadik apósa révén; a harmadik feleségének az apja gróf nemesságodi és pleterniczai Szvetics Jakab (1703–1781), kamarás, királyi tanácsos, a Szent István Rend lovagja, Pest-Pilis-Solt vármegye főispánja, személynök volt. Vármegyei hivatalából való távozása után nem sokkal ismét megválasztották főispánná, ezúttal 1798-ig maradt pozíciójában. Közben, 1795-ben kinevezték a Kőszegi Kerületi Tábla elnökévé is. 1798-ban érdemei elismeréséül a Szent István-rend középkeresztjével tüntették ki.

### Házasságai és leszármazottjai
Sigray Károly háromszor is megnősült élete során. Első felesége nagybossányi Bossányi Zsófia (*Nagybossány, 1715. július 12.–†Tőkésújfalu, 1750. április 10.) volt, akinek a szülei nagybossányi Bossányi Elek (1683-1738), földbirtokos valamint kessellőkeői és motesiczki Motesiczky Terézia (1683–1756) leánya, aki egy leányt szült neki:
- Magdolna (1743–1821); férje: báró kerekesházi és czifferi Kerekes Zsigmond (1721–1781)

Első neje halála után nősült újra báró Sigray Károly; ekkor gróf cziráki és dénesfai Cziráky Katalint vette el, de gyermekeik nem ismertek. Kőszegen 1761. május 24-én vette el harmadik és egyben utolsó nejét, gróf nemesságodi és pleterniczai Szvetics Zsófia (*Kőszeg, 1744. március 1.–†Pest, 1784. június 17.) kisasszonyt, akinek a szülei gróf nemesságodi és pleterniczai Szvetics Jakab (1703–1781), kamarás, királyi tanácsos, a Szent István Rend lovagja, Pest-Pilis-Solt vármegye főispánja, személynök, és nemes Lada Mária (1717-1792) asszony voltak. Sigray Károly és gróf Szvetics Zsófia frigyéből négy gyermek született:
- Jakab Zsigmond József Ádám (1764–1795) jogász, a magyar jakobinus mozgalom egyik vezetője
- Ferenc József Ádám Vince (1768–1830) helytartósági tanácsos, Somogy vármegye főispánja; 1. felesége: zsadányi és törökszentmiklósi Almásy Johanna; 2. felesége: kisjeszeni és megyefalvi Jeszenszky Amália (1790–1848)
- Antónia Erzsébet (1769–1838); férje: gróf németújvári Batthyány Kajetán (1760–1817)
- Zsuzsanna; férje: kistatai Virág László